# Panopea globosa
La Geoduck mexicana, almeja globosa, almeja generosa, almeja chiluda o almeja de sifón (Panopea globosa) es una especie de molusco bivalvo marino de la familia Hiatellidae, que se encuentra en las zonas intermareales del golfo de California en México.

## Clasificación y descripción
P. globosa es un molusco que pertenece a la clase Bivalvia, orden Myoida, familia Hiatellidae. Sus principales características son: concha grande (25 cm) y un sifón largo (1 m de longitud) que representa la mitad del peso del cuerpo. Debido a estas características suele confundirse con otra especie del mismo género (Panopea generosa) pero existen diferencias que distinguen a ambas, la concha de P. globosa es de forma redonda mientras que la de P. generosa es de forma subcuadrada, la impresión del seno paleal en la parte interna de P. globosa es profundo y visible, mientras que en P. generosa es suave. Además de las características morfológicas que las distinguen, la distribución geográfica es otro factor que las diferencia, P. globosa se restringe a las zonas intermareales del golfo de California en México, mientras que P. generosa tiene una distribución más amplia a lo largo de la Costa del Pacífico Norte (incluyendo zonas intermareales de Estados Unidos y Canadá).

## Distribución
Se encuentra únicamente en la región del Golfo de California (también conocido como Mar de Cortés). Su rango va desde el Alto Golfo de California (Sonora y Baja California) hasta la Bahía Magdalena, en la costa oeste de Baja California Sur. También se han registrado poblaciones en algunas lagunas costeras y bahías mexicanas del Pacífico noroccidental.

## Ecología
Vive enterrada en sustratos arenosos y arcilloso-limosos, a profundidades que van desde la zona intermareal hasta los 110 metros. Se alimentan a través de su capacidad de filtración donde consumen principalmente fitoplancton, incluyendo dinoflagelados y diatomeas. Además de una longevidad elevada y una tasa de reproducción lenta.

## Ciclo de vida
Presenta sexos separados y fecundación externa. Las etapas de desarrollo incluyen huevo, larva trocófora, larva D, larva umbonada, larva pediveliger, juvenil y adulto. Durante la etapa larval, es de nado libre; en la etapa postlarval, se adhiere al sustrato usando el biso; y en la etapa juvenil, se entierra en el sustrato donde permanecerá hasta la adultez. La gametogénesis inicia en otoño y el desove se presenta entre enero y febrero (invierno boreal) cuando la temperatura empieza a incrementarse

## Usos y aprovechamiento
Uno de los usos que se le da es la de ser alimento, consumida fresca o en preparaciones regionales (ceviches o sopas), similar a otras almejas grandes, además de estar presente en proyectos de cultivos. En otro aspecto contribuyen al filtrado de agua y a la salud de los fondos marinos.